# Koha
Koha és un sistema integrat de gestió de biblioteques, únic per ser el primer de codi font obert, alliberat sota la GNU General Public License. Koha va ser creat el 1999 per Katipo Communications per la Horowhenua Library Trust a Nova Zelanda. La primera instal·lació es va aconseguir al gener del 2000. la paraula koha prové del maorí, i vol dir «obsequi», o «donació».

## Característiques
Koha té totes les característiques previstes en un programa integrat de gestió de biblioteques, incloent:
- Interfície simple, clara per a bibliotecaris i usuaris.
- Cerca configurable.
- Llistats de lectura dels usuaris.
- Sistema complet d'adquisicions, incloent pressupostos i informació de taxació.
- Sistema d'adquisicions més simple, per a biblioteques petites.
- Capacitat de fer front a qualsevol nombre de terminals, de registres, de categories de l'article, d'articles i d'altres dades.
- Sistema de serials per a diaris i revistes.
- Koha es basa en l'entorn Web, per la qual cosa poden utilitzar-se en terminals ximples (terminals sense disc dur ni maquinari especialitzat) per a les consultes i el maneig de la biblioteca.
- El bibliotecari pot administrar la biblioteca remotament, utilitzant un telèfon mòbil o un assistent personal.
- Koha gestiona un vast repertori d'informes i estadístiques afavorides per l'ús d'una base de dades relacional.

A nivell tècnic, entre algunes de les seves característiques estan:
- Catalogació amb format MARC21 i UNIMARC, a nivell de camps i subcamps.
- Suporta Z39.50 i SRU, com a client i com a servidor; és proveïdor de dades OAI-PMH; RSS; SIP2.
- Interfície per a l'usuari (OPAC) amb disseny web adaptatiu.
- Model MVC sobre llenguatge Perl.
  - A les pàgines "vista", els scripts dinàmics són implementats amb plantilles Perl (*.tt), més continguts en HTML, Javascript, CSS i jQuery.
  - A nivell de controladors, els anomenats a les pàgines són rebuts i processats per scripts de perl (*.pl), els quals són suportats per arxius *.pm usats a manera de llibreria.
- Algunes alternatives per a suport i documentació: http://koha-community.org/support/, manuals d'usuari en http://koha-community.org/documentation/, descripció del disseny de BD en http://schema.koha-community.org/, i xat IRC de suport per part de la comunitat.

## Història
Koha va ser creat el 1999 per l'empresa Katipo Communications per la Horowhenua Library Trust de Nova Zelanda. A la HLT llavors feien servir un sistema integrat de 12 anys d'antiguitat que havia quedat obsolet per manca de desenvolupament del programari. Van veure que el programari no estava preparat pel conegut com a «efecte 2000» i van veure que necessitaven un nou programari però que no podia assolir els costos i recursos relacionats.
Considerant els anteriors factors, van decidir escriure un sistema propi. Van determinar, la HTL i Katipo, alliberar aquest sistema sota una llicència GPL, assegurant-se que altres biblioteques poguessin beneficiar-se del treball i també cooperar en el futur desenvolupament del sistema.
La primera instal·lació es va aconseguir al gener del 2000. El mateix any Koha ja va guanyar dos reconeixements: el reconeixement 3M a la innovació en biblioteques i el reconeixement interactiu ANZ (Categoria Comunitària / No lucrativa).
El 2001, Paul Poulain (de Marsella, França) va començar a afegir noves característiques a Koha, especialment suport per a múltiples idiomes. Koha s'ha traduït del seu anglès original al francès, xinès, castellà i àrab. Permet l'ús de registres i catalogació utilitzant l'estàndard internacional MARC i Z39.50 que va ser agregat per Paul Poulain el 2002, sent patrocinat per la Nelsonville Public Library.
Recentment, una companyia basada d'Ohio, Liblime, ha estat afegint noves característiques al programari, incloent suport per a Zebra, una base de dades contextual d'alta velocitat que ha augmentat dramàticament la velocitat de cerques dins de Koha. L'agregat de Zebra va ser patrocinada pel Crawford County Federated Library System.
Al juliol de 2011 el Ministeri de Cultura d'Espanya alliberava una distribució personalitzada de Koha, que incloia el treball de desenvolupament de funcionalitats especificat en l'informe d'avaluació realitzat per un Grup de Treball de les Biblioteques de l'Administració General de l'Estat (BAGE). Aquesta distribució es denomina Koha-Kobli, i s'han alliberat des de llavors quatre noves versions, la més recent, al novembre de 2013: Koha-Kobli 1.12.4 (basada en Koha 3.12.4). Koha-Kobli disposa d'una comunitat específica d'usuaris.
En 2012 la Real Biblioteca de Madrid migra a koha des d'un sistema propietari. Per la seva col·lecció constitueix una important referència d'instal·lació de koha en l'àmbit de les biblioteques patrimonials.

## Desenvolupament
Koha és desenvolupat per una comunitat de programadors i bibliotecaris de tot arreu del món i el seu disseny és aliè a qualsevol intenció comercial o corporativa. Koha li permet al bibliotecari gestiona la majoria dels procediments administratius d'una biblioteca, i a més proveir als visitants amb un catàleg públic per a la consulta d'exemplars i circulació.
A més, qualsevol bibliotecari pot participar en el desenvolupament de Koha. Koha és un sistema basat en la Web, i com a tal produeix sortides compatibles amb l'especificació XHTML 1.0 i CSS de la World Wide Web Consortium (W3C), garantint la seva operativitat a través de centenars de navegadors Web, plataformes, sistemes operatius i dispositius no convencionals.
La versió llançada el 23 de novembre del 2006 va ser la 2.2.9 de Koha (segueix la mateixa metodologia de numeració de versions del kernel de Linux) i va tenir una grandària de 4,2 MB. Les seves característiques van incloure un nou disseny de la interfície gràfica, funcions avançades de cerca, millors capacitats per a múltiples seus, i moltes millores generals.

## Indústria relacionada
Els paquets de sistemes integrats per a biblioteques propietaris són costosos. Una biblioteca gran pot pagar més de $500 000 dòlars pel servidor i el programari, i encara té preocupar-se per les renovacions anuals de llicència i suport. Una vegada que la biblioteca ha adquirit el seu sistema, s'enfronta també a molts obstacles per a la migració. Les dades són mantingudes usualment en formats propietaris, usualment incompatibles entre ells.
Aquestes situacions presenten una gran oportunitat per al programari lliure. És una oportunitat que s'ha perdut amb els bibliotecaris, o almenys amb la majoria. Encara existeix un gran desconeixement i inèrcia per superar.
| Pàgina web                                                   | http://www.koha-community.org/ |
| Inici del projecte                                           | 1999                           |
| Versió actual                                                | Koha 3.14                      |
| Línies de codi font                                          | 59 146                         |
| Esforç estimat de desenvolupament(persona-any / persona-mes) | 14,51/174,07                   |
| Estimació de temps (anys)                                    | 1,48                           |
| Estimació del nº de desenvolupadors en paral·lel             | 9,8                            |
| Estimació de cost                                            | $1 959 581                     |